# Донатковиці
Донатковиці (пол. Donatkowice) — село в Польщі, у гміні Казімежа-Велька Казімерського повіту Свентокшиського воєводства.
Населення — 188 осіб (2011).
У 1975-1998 роках село належало до Келецького воєводства.

## Демографія
Демографічна структура на день 31 березня 2011 року:
|          | Загалом | Допрацездатний вік | Працездатний вік | Постпрацездатний вік |
| -------- | ------- | ------------------ | ---------------- | -------------------- |
| Чоловіки | 89      | 11                 | 67               | 11                   |
| Жінки    | 99      | 18                 | 51               | 30                   |
| Разом    | 188     | 29                 | 118              | 41                   |